# Greg Stanton
Pour les articles homonymes, voir Stanton.
Gregory John Stanton dit Greg Stanton, né le 8 mars 1970 à Phoenix, est un homme politique américain. Membre du Parti démocrate, il est maire de Phoenix de 2012 à 2018 puis élu à la Chambre des représentants des États-Unis depuis 2019.

## Biographie

### Famille et études
Stanton grandit en Arizona. En 1992, il est diplômé d'un baccalauréat universitaire en histoire et science politique de l'université Marquette, où son frère a étudié avant lui. Il est par la suite diplômé de la faculté de droit de l'université du Michigan.
Stanton a deux enfants, Trevor et Violet, avec son épouse Nicole Stanton. Le couple se sépare en 2016.

### Carrière politique

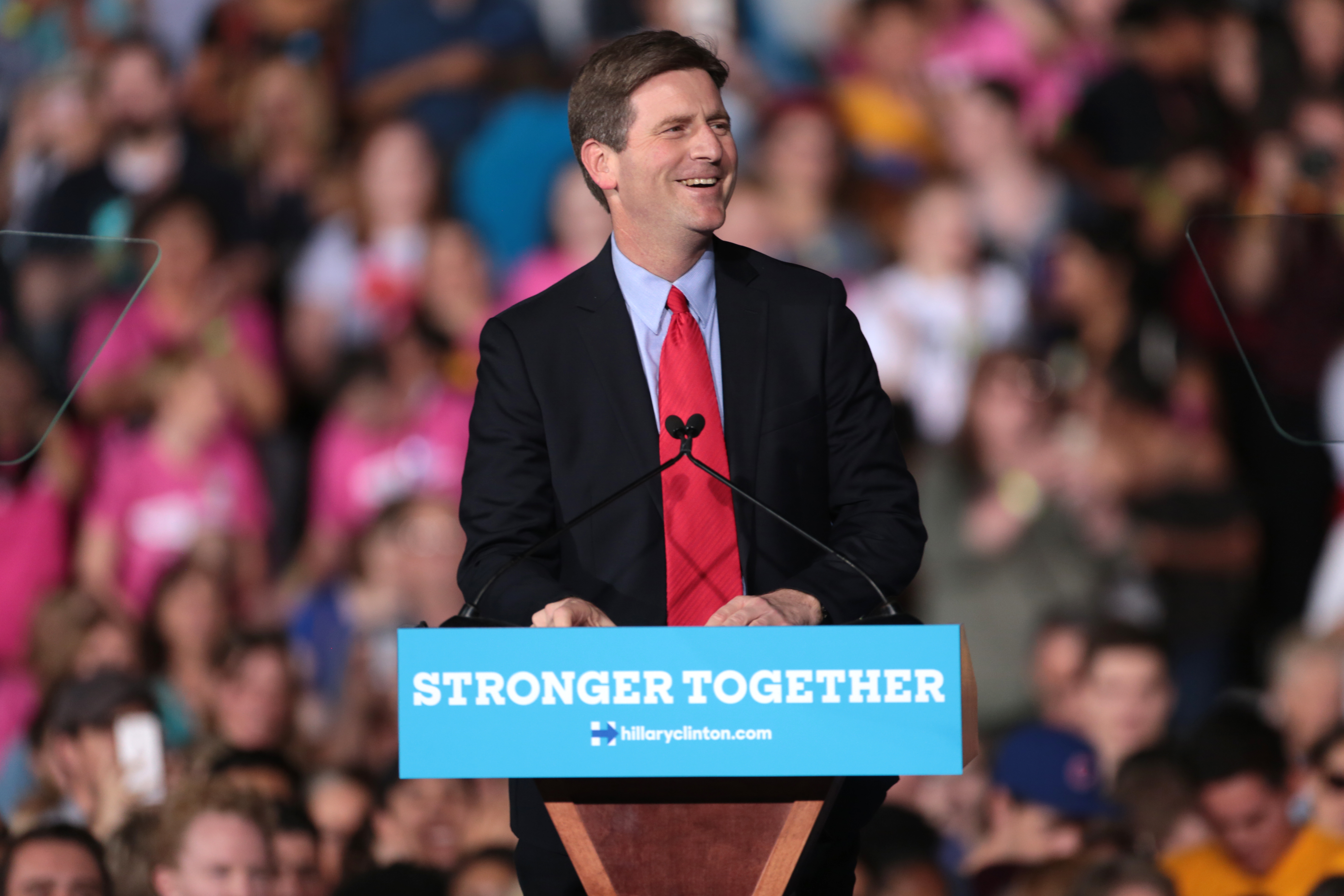
Stanton à meeting en faveur d'Hillary Clinton en 2016.

Stanton est élu au conseil municipal de Phoenix de 2000 à 2009. À ce poste, il participe notamment à l'implantation d'un campus de l'université d'État de l'Arizona en centre-ville. En 2009, il démissionne du conseil pour travailler pour le bureau du procureur général de l'Arizona,.
En novembre 2011, Stanton est élu maire de Phoenix, alors la sixième plus grande ville des États-Unis. Aux termes d'une campagne qu'il axe sur l'éducation, il bat le républicain Wes Gullett avec 56 % des suffrages. Il est largement réélu en 2015 sur un programme de revitalisation du centre-ville et d'extension du métro léger. Il rassemble environ deux tiers des voix face à la républicaine Anna Brennan et à l'indépendant Matt Jette.
En octobre 2017, il annonce sa candidature à la Chambre des représentants des États-Unis dans le 9e district de l'Arizona pour succéder à la démocrate Kyrsten Sinema, candidate au Sénat. Avant la candidature de Sinema, Stanton était également pressenti pour se présenter à la chambre haute du Congrès. La circonscription comprend le nord de Phoenix, la majeure partie de Tempe et plusieurs localités alentour. Il démissionne de son poste de maire le 29 mai 2018 puis remporte la primaire démocrate sans opposant en août 2018.
Pressenti pour être candidat aux élections sénatoriales de 2024 après que Kyrsten Sinema ait annoncé quitté le Parti Démocrate, il choisit finalement d'être candidat à sa réélection à la Chambre où il remporte un quatrième mandat en novembre 2024.